# Robert H. Lochner

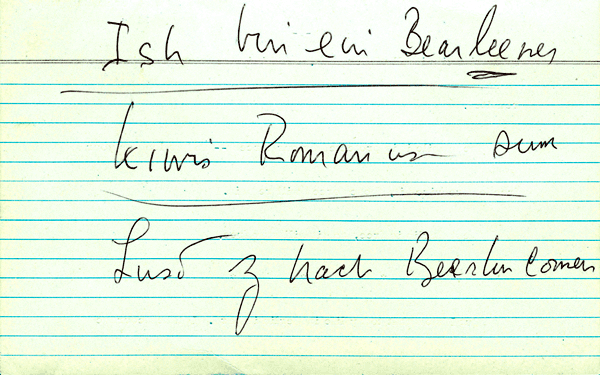
Notizen zu den fremdsprachigen Passagen: Ish bin ein Bearleener – kiwis Romanus sum – Lusd z nack Bearleen comen

Manuskript der Rede

Robert H. Lochner (* 20. Oktober 1918 in New York; † 21. September 2003 in Berlin) war ein US-amerikanischer Journalist und Diplomat, nebenbei auch Dolmetscher, ein „amerikanischer Berliner“.

## Leben

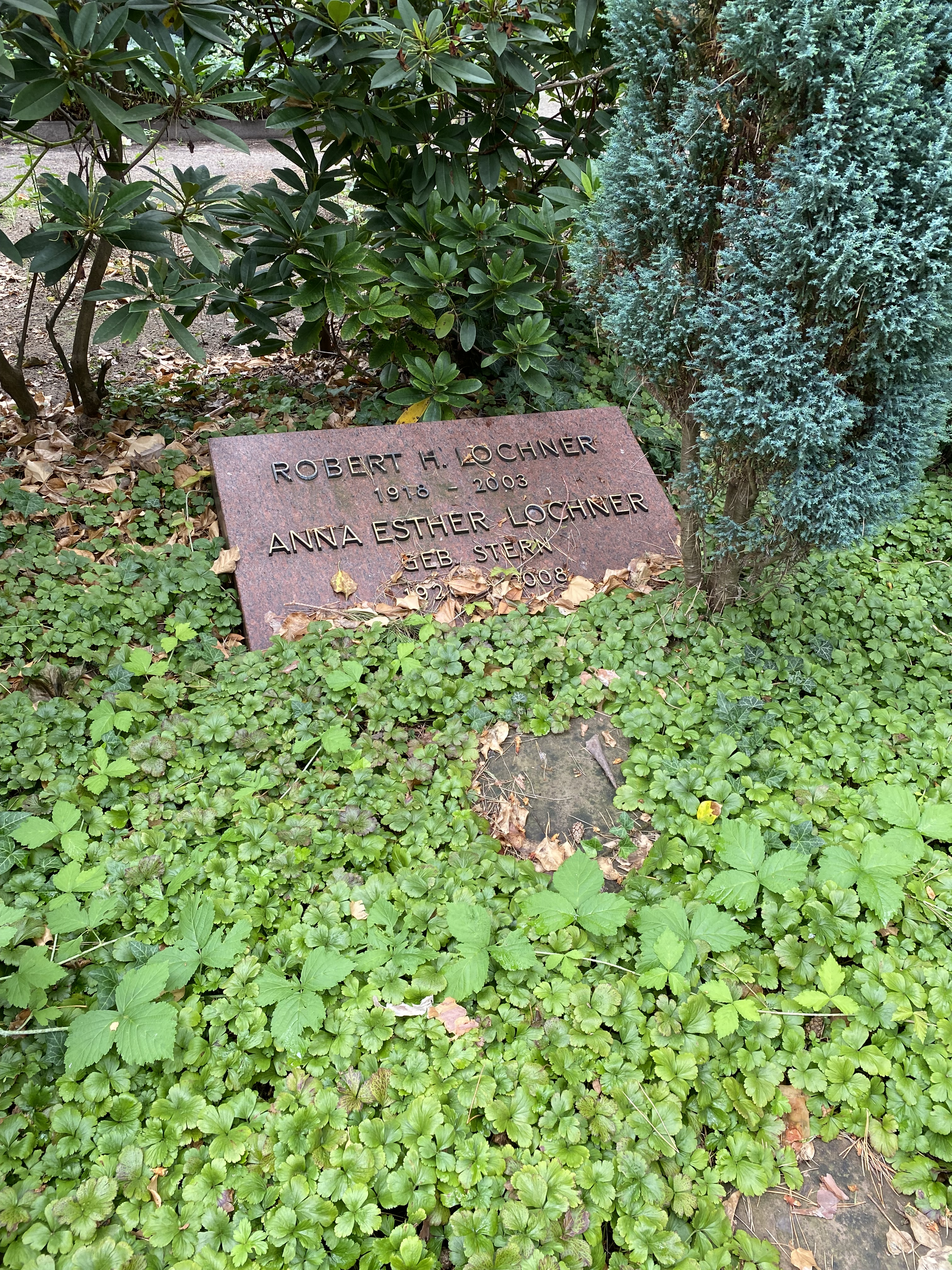
Grabstätte auf dem Waldfriedhof Dahlem (Feld 011-480)

Robert H. Lochner wurde als Sohn des deutschstämmigen Journalisten und nachmaligen Leiters des Associated-Press-Büros in Berlin Louis Paul Lochner geboren. Der Vater war von Januar 1921 bis zur Kriegserklärung Deutschlands an die Vereinigten Staaten am 10. Dezember 1941 als Korrespondent in Berlin akkreditiert – zunächst für die Gewerkschaftskorrespondenz The Federated Press und ab 1924 für Associated Press. So wuchs er in der deutschen Hauptstadt auf. Er legte 1936 sein Abitur in Berlin-Charlottenburg ab und begann danach ein Studium in den USA. Von 1941 bis 1945 arbeitete er für die NBC.
Nach dem Krieg im Jahre 1946 fungierte er in Deutschland zusammen mit Golo Mann und Herbert C. Gross als Kontrollinstanz der US-Besatzungstruppen beim Sender Frankfurt, dem späteren Hessischen Rundfunk. Am 18. Juni 1948 verkündete er als Sprecher der amerikanischen Militärregierung im Rundfunk die Einführung der D-Mark in den westlichen Besatzungszonen. Zudem erwarb er sich Verdienste beim Aufbau der Medien, wo er gleichzeitig auch bedeutsame Dolmetscheraufgaben übernahm. Von 1949 bis 1951 war er Chefredakteur der Frankfurter Ausgabe der Neuen Zeitung. 1958 bis 1961 arbeitete er für die Stimme Amerikas in den USA, von 1961 bis 1968 als Direktor des RIAS in Berlin. Beim Besuch John F. Kennedys 1963 übte er mit diesem im Rathaus Schöneberg den historischen Satz „Ich bin ein Berliner“ (im Redemanuskript in seiner Umschrift „Ish bin ein Bearleener“).
Nach seinem Ausscheiden 1972 aus dem Auswärtigen Dienst der USA wurde er Vorsitzender des internationalen Journalistenverbandes Berlin. 
Lochners Tochter ist die Schauspielerin, Autorin und Übersetzerin Anita Lochner.
Sein Vater Louis P. Lochner hat ganz am Schluss seines autobiografischen Werks Stets das Unerwartete (Darmstadt 1955) seinem Sohn Robert ein kleines Denkmal gesetzt.
Robert H. Lochner starb 2003 im Alter von 84 Jahren in Berlin. Sein Grab befindet sich auf dem Waldfriedhof Dahlem.

## Auszeichnungen
- Freiheitsglocke in Silber
- Großes Bundesverdienstkreuz
- 1993: Verdienstorden des Landes Berlin
- Wilhelm-Leuschner-Medaille
- 2000: Lucius D. Clay Medaille